# Ciruelos de Cervera
Ciruelos de Cervera es un municipio y localidad española situada en la provincia de Burgos, comunidad autónoma de Castilla y León, comarca de Arlanza, partido judicial de Aranda.

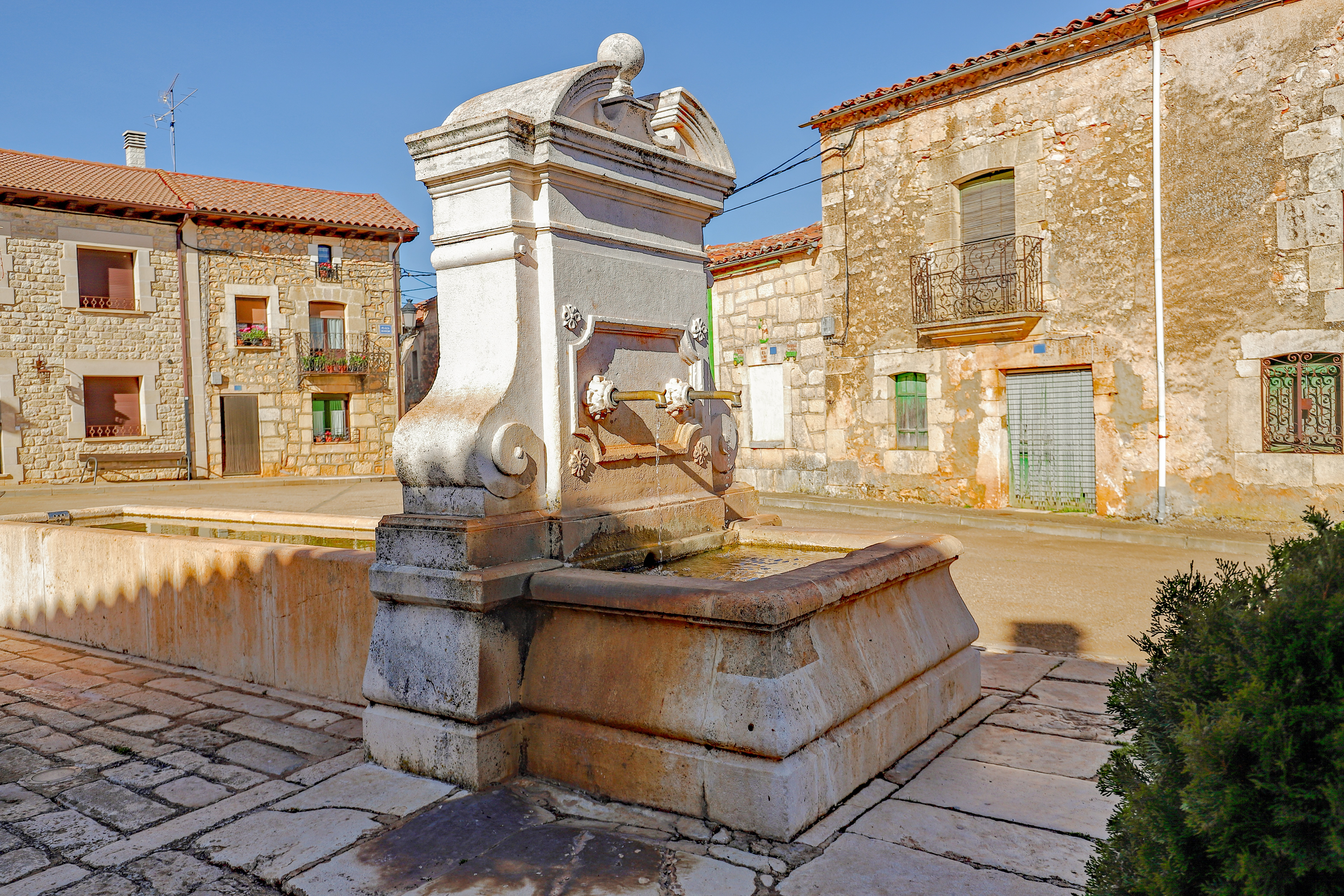
Fuente

## Geografía
Dista 67 km de la capital. Al sur de la Peña Cervera, junto al Espacio Natural de los Sabinares del Arlanza. Arroyos de Valdelajas, hacia Pinilla Trasmonte y de Briongos de Cervera hacia Valdeande.
Tiene un área de 37,87 km² con una población de 123 habitantes (INE 2008) y una densidad de 3,25 hab/km².

### Naturaleza
El 34% de su término (1291,87 hectáreas) queda afectado por la ZEPA Sabinares del Arlanza, donde destacan las siguientes especies: el buitre leonado (Gyps fulvus) y el alimoche (Neophron percnopterus).

### Núcleos de población
Ciruelos es la capital del municipio, que cuenta además con la entidad local menor de Briongos, y la finca Valdegabon como núcleo diseminado.
Forma parte de la Mancomunidad de La Yecla, con sede en Santa María del Mercadillo.

## Patrimonio
El principal edificio de este núcleo es la iglesia parroquial dedicada a San Sebastián Mártir. La iglesia presenta una cabecera y pórtico gótico característico del siglo XIII. En el siglo XVIII una fuerte remodelación la amplia con dos naves laterales, el traslado de la fachada del lado Sur a los pies de la iglesia y el cierre de la puerta con un frontón. De este mismo momento parece ser la torre actual. La modificación neoclásica está datada en 1783 como recoge la clave del arco superior de la fachada principal. La fachada se cierra con una escultura del patrón de la iglesia, San Sebastián Mártir.

## Demografía
Ciruelos de Cervera cuenta con una población de 99 habitantes (INE 2024).
| Gráfica de evolución demográfica de Ciruelos de Cervera entre 1842 y 2021 |
| |
| Población de derecho según los censos de población del INE. Población de hecho según los censos de población del INE.Entre el censo de 1857 y el anterior, crece el término del municipio porque incorpora a Briongos. |

| 1991 |  | 1996 |  | 2001 |  | 2004 |  | 2010 |  | 2020 |
| ---- |  | ---- |  | ---- |  | ---- |  | ---- |  | ---- |
| 189  |  | 174  |  | 146  |  | 144  |  | 107  |  | 54   |